# Edmondo Plantageneto, I conte di Kent
Edmondo Plantageneto (Woodstock, 5 agosto 1301 – Castello di Winchester, 19 marzo 1330) è stato un principe inglese e primo conte di Kent.
Egli era figlio di Edoardo I d'Inghilterra e fratellastro minore di Edoardo II d'Inghilterra. Edoardo avrebbe voluto fare delle sostanziose donazioni al figlio, ma la sua morte avvenuta nel 1307 pose fine ad ogni intento e il fratellastro, ora re, Edoardo II d'Inghilterra, non vi fece seguito forse a causa della netta preferenza che andava mostrando per Pietro Gaveston. Tuttavia Edmondo rimase leale al fratello che nel 1321 lo creò Conte di Kent, egli rivestì un ruolo importante nel governo di Edoardo sia in qualità di diplomatico che di comandante militare e nel 1321-1322 soppresse una rivolta contro il re. Tuttavia lo scontento verso il sovrano crebbe ed anche Edmondo ne divenne affetto, scontento che venne alimentato abbondantemente dall'affetto che Edoardo nutriva per Ugo Despenser il giovane e per suo padre Hugh le Despenser, I conte di Winchester. Nel 1326 Edmondo si unì alla ribellione ordita dalla regina Isabella di Francia e dal suo amante Ruggero Mortimer, I conte di March che condusse in breve alla deposizione del re. Edmondo non si amalgamò con la nuova amministrazione, ordì a sua volta una ribellione e una volta scoperto venne giustiziato nel 1330. Quando suo nipote salì al trono come Edoardo III d'Inghilterra ordinò che le accuse contro lo zio venissero fatte cadere e le proprietà di famiglia, così come il titolo di conte andarono a suo figlio Edmondo Plantageneto, II conte di Kent. Questi morì alla tenera età di cinque anni nel 1331 e gli succedette il fratello minore Giovanni.

## Il giovane figlio del re
Edoardo I d'Inghilterra aveva avuto numerosi figli dalla moglie Eleonora di Castiglia, ma solo uno, il principe Edoardo, era sopravvissuto fino all'età adulta e quando questa morì nel 1290 Edoardo scelse di risposarsi. La sposa era la giovane Marguerite di Francia con la quale ebbe due figli, Tommaso e, quando ormai Edoardo aveva 62 anni, Edmondo che nacque il 5 agosto 1301. Edmondo non solo era il figlio di un re, ma attraverso la madre, era anche il nipote di Filippo III di Francia. Nel 1307 Edoardo morì e al trono gli succedette il figlio Edoardo II d'Inghilterra.
Nonostante il poco tempo passato con il figlio minore Edoardo aveva preso a cuore il suo benessere e prima di morire aveva promesso di fargli dono di diverse proprietà terriere, nell'agosto 1306 Edoardo aveva firmato un documento in cui garantiva al figlio una proprietà dalla rendita annua di 7.000£ e nel maggio seguente ve ne aggiunse altri 1.000. È possibile che Edoardo intendesse dare al figlio Tommaso il titolo di Conte di Norfolk mentre a Edmondo sarebbe potuto andare quello di Conte di Cornovaglia entrambi vacanti dopo che suo cugino, Edmondo Plantageneto, II conte di Cornovaglia, era morto nel 1300 senza eredi.
Il fratellatro Edoardo II d'Inghilterra andò contro i voleri paterni lasciando il contado di Cornovaglia al favorito Pietro Gaveston e secondo la cronaca anonima Vita Edwardi Secundi questo fu un grave insulto fatto dal sovrano al fratello, non di meno Edoardo cercò di provvedere a Edmondo, nel 1315 e nel 1319 ricevette una rendita di 2.000£ annui, nel 1320 fu creato barone di Woodstock, nel maggio 1321 ebbe in dono lo strategico castello di Gloucester e nello stesso anno venne creato Conte di Kent.
Negli anni passati il forte interesse che Edoardo nutriva per Pietro Gaveston creò uno scontento crescente fra i nobili che crebbe fino a portare il paese sull'orlo della guerra civile e nel 1312 Gaveston venne ucciso da un gruppo di nobili ribelli. Quando Edmondo raggiunse l'età adulta, nel 1318 circa, divenne parte integrante del circolo interno della corte di Edoardo. Nello stesso anno si stilò il trattato di Leake che altro non era se non un tentativo di conciliare le parti che erano state in lotta lacerando il paese per anni e questo fu il primo documento pubblico in cui Edmondo appare come testimone. Altri incarichi seguirono a questo, nel 1320 egli fu mandato ad Avignone alla corte di Papa Giovanni XXII perché assolvesse Edoardo dall'obbligo di ottemperare alle Ordinanze del 1311 un insieme di restrizioni imposte sul potere regio da nobili e clero. Sempre in quell'anno Edmondo accompagnò Edoardo ad Amiens dov'era andato a rendere omaggio a Filippo IV di Francia, in quello stesso ottobre Edmondo andò al suo primo Parlamento.

## Il fratello devoto
Dopo la morte di Gaveston Edoardo si era preso un altro favorito, Ugo Despenser il giovane, accanto al quale stava suo padre Hugh le Despenser, I conte di Winchester, i favori accordatigli portarono di nuovo il paese alla rivolta che culminò nella Guerra dei Despenser combattuta fra il 1321 e il 1322. Edmondo giocò un ruolo chiave nella sua soppressione e quando Bartholomew de Badlesmere, Lord Steward, passò alla fazione nemica Edoardo nominò Edmondo Lord guardiano dei cinque porti al posto di Badlesmere il 16 giugno 1321. Nel parlamento del luglio 1321 Edmondo stette brevemente dalla parte dei nobili quando appoggiò l'esilio dei Despenser, ma tornò sui propri passi asserendo di essere stato sotto costrizione e in novembre fece parte del concilio che ne annullava l'allontanamento.
In ottobre Edmondo si mosse contro Badlesmere quando prese parte all'assedio contro il loro castello di famiglia, il Castello di Leeds, e dopo la loro resa l'esercito regio si mosse contro le Marche gallesi dove Ruggero Mortimer, I conte di March era in aperta rivolta. Quando ebbe innanzi l'esercito reale March si arrese senza combattere e le attenzioni di Edoardo si appuntarono sul leader dell'opposizione baronale Tommaso Plantageneto. A Edmondo che si era diretto contro March venne ora ordinato di andare, insieme a John de Warenne, VII conte di Surrey (30 giugno 1286-giugno 1347) a prendere il Castello di Pontefract di proprietà di Tommaso. Il 17 marzo 1322 Tommaso venne portato al castello in seguito alla sua cattura avvenuta con la sconfitta alla Battaglia di Boroughbridge ed Edmondo sedette nella giuria che lo condannò a morte per tradimento.
Nonostante la sconfitta di Tommaso la rivolta non era sedata ed Edmondo venne incaricato di prendere il Wallingford Castle dalle mani di Maurice de Berkeley, II barone Berkeley (aprile 1271-31 maggio 1326), un compito che egli perseguì con un buon successo. Per la sua lealtà Edmondo venne ricompensato con numerose terre in Galles, requisite per lo più a March, anche se il grosso del bottino di guerra andò ai Despenser che beneficiarono grandemente delle confische fatte ai ribelli. Nel 1326 Ugo, padre e figlio, godevano rispettivamente di un'entrata annua di 3.800 e 7.000 £, mentre quella di Edmondo era 2.355£.

## Gli scontri con la Scozia e la Francia
Con le rivolte interne placate Edoardo volse la sua attenzione verso la Scozia. Una grande campagna prese il via nel mese di agosto, ma si risolse in un totale fallimento quando gli inglesi vennero messi in rotta dagli scozzesi guidati da Roberto I di Scozia con la sconfitta alla Battaglia di Old Byland. Edoardo stesso fu costretto alla fuga per non essere catturato ed Edmondo era con lui quando prese rifugio a York. L'incapacità del sovrano di tenere a bada la situazione con gli scozzesi stava diventando evidente, tanto che Andrew Harclay, che aveva sconfitto Tommaso a Boroughbridge e per questo era stato fatto Conte di Carlisle, nominato Lord Guardiano delle Marche scozzesi, aveva siglato un trattato di pace con Roberto nel gennaio 1323 senza chiedere il permesso al re. Quando Edoardo lo scoprì ne ordinò l'arresto e ancora una volta Edmondo sedette fra coloro che condannarono un uomo a morte, Andrew venne infatti giustiziato il 3 marzo di quell'anno. Ora toccava a Edmondo tenere a bada in confini settentrionali, impresa tutt'altro che semplice e il 30 maggio dello stesso anno egli era fra coloro che siglarono una tregua di 13 anni con gli scozzesi.
Edoardo II d'Inghilterra era anche in conflitto con il re di Francia Filippo IV di Francia che cercava di portare entro i propri domini il Ducato di Aquitania e la Guascogna, ultimi resti dei domini continentali inglesi. Nel 1324 il re spedì Edmondo come ambasciatore alla corte francese, i negoziati tuttavia fallirono ed il sovrano inglese dichiarò la guerra e spedì Edmondo in Francia perché comandasse le truppe destinate a difendere i loro territori. Tuttavia le forze inglesi presenti sul territorio non erano pronte ed invano Edmondo chiedeva rinforzi dalla madre patria, rinchiuso nella fortezza di La Réole, sulle rive della Garonna Edmondo combatté per un mese prima di cedere ai bombardamenti incessanti dei francesi, Hugh le Despenser, I conte di Winchester che doveva occuparsi di portare uomini nuovi non fu abbastanza efficiente e la disfatta inglese fu netta, tanto che in mani britanniche rimaneva solo Bordeaux e poche altre terre costiere.

## Contro il sovrano
Edoardo rifiutò categoricamente di andare a rendere omaggio a Carlo IV di Francia perché temeva che il suo allontanamento avrebbe provocato una nuova ondata di rivolte nel paese, per questo motivo spedì in Francia sua moglie Isabella di Francia che di Carlo era la sorella. Ella partì il 9 marzo 1325 e dopo pochi mesi venne raggiunta dal figlio, il principe ed erede Edoardo. Le trattative di Isabella furono un successo ed ella ottenne che fosse suo figlio Edoardo a rendere omaggio al re in vece del padre, cosa che avvenne il 24 settembre. Poco dopo Edmondo raggiunse la cognata ed il nipote a Parigi dove si stava raccogliendo intorno alla regina un crogiuolo di scontenti fra cui l'esiliato Ruggero Mortimer. Edmondo che era sempre stato strenuamente dalla parte del fratello ora vi si schierò contro aderendo ai piani contro di lui, egli ancora non si fidava di March, ma pare che il suo crescente astio verso i Despenser avesse ormai avuto la meglio su tutto.
Quando Edmondo ed altri nobili ignorarono gli ordini del re di tornare in patria si vide confiscate le proprie terre nel marzo 1326.
In quell'agosto Isabella e Ruggero invasero l'Inghilterra ed Edmondo era con loro, l'invasione incontrò l'appoggio di buona parte della nobiltà inglese inclusa quella dell'altro fratello Tommaso e di Henry Plantageneto fratello del defunto Lancaster. Edmondo prese parte al processo contro i Despenser e sedette nel consiglio che decretò la detronizzazione di Edoardo e l'ascesa al trono di suo figlio il giovane Edoardo III d'Inghilterra. Quale ricompensa egli ricevette diverse terre appartenute ai Despenser e a Edmund FitzAlan, IX conte di Arundel un nobile realista. A Edmondo venne dato l'incarico di tenere sotto controllo i confini con la Scozia insieme al Plantageneto, ma i due litigarono e il solo a mantenere l'incarico fu Henry.
Nell'autunno del 1328 Edmondo e il fratello Tommaso presero parte a una cospirazione contro Isabella e Ruggero, tuttavia quando fu chiaro che sarebbe fallita i due fratelli abbandonarono il campo.

## La trappola
Dopo aver partecipato al piano di ribellione la popolarità di Edmondo cominciò a calare presso la corte. Gli venne concesso di accompagnare Filippa di Hainaut, la sposa di Edoardo III d'Inghilterra, alla sua incoronazione nel gennaio 1330, ma le sue apparizioni a corte divennero sempre più infrequenti. Fu allora che venne coinvolto in un'altra cospirazione quando si convinse che le voci che volevano che suo fratello fosse vivo erano vere. Più tardi emerse che era Ruggero Mortimer il responsabile del progressivo convincimento di Edmondo rispetto a quei sentito dire, probabilmente con l'intento di farlo cadere in trappola. Quando il piano divenne di comune conoscenza Edmondo venne arrestato e al parlamento del marzo 1330 venne condannato a morte per tradimento. Quando seppe che doveva morire egli pregò il re di usargli pietà e si offrì di camminare da Winchester a Londra con una corda attorno al collo in segno di espiazione. Edoardo però sapeva che la compassione non era un'opzione, la trappola che Mortimer aveva usato contro Edmondo poteva ritorcersi contro di lui e se, se si fosse creduto che suo padre fosse vivo, minacciare il proprio stesso regno. Edoardo sancì quindi la morte dello zio, tuttavia era quasi impossibile trovare qualcuno disposto a uccidere un uomo di sangue reale fino a che un uomo condannato per omicidio non accettò di decapitare Edmondo in cambio del perdono. Il 19 marzo 1330 Edmondo venne ucciso e seppellito nella chiesa dei Francescani di Winchester per poi essere traslato nell'Abbazia di Westminster nel 1331.
L'esecuzione di un principe del sangue fu una grave provocazione per il diciassettenne Edoardo che non era stato informato della decisione presa da Mortimer e forse fu una delle cause che convinse il sovrano a ribellarsi contro il suo protettore.
Verso la fine di quello stesso anno Edoardo fece un colpo di stato contro Mortimer, prese personalmente il controllo del governo e nel novembre del 1330 Ruggero venne giustiziato, fra le accuse che gli vennero mosse v'era anche quella di aver procurato la morte di Edmondo ed Edoardo provvide a che le accuse contro lo zio venissero dichiarate nulle.
Nel tardo 1325 Edmondo aveva sposato Margaret Wake e da lei aveva avuto diversi figli. Alla sua morte ogni titolo o possedimento passò al figlio maggiore, Edmondo, e quando questi morì nel 1331 l'eredità passo a John, nato postumo nell'aprile 1330.
Edmondo quand'era vivo non fu mai particolarmente popolare, ne ebbe una grande reputazione dopo la sua morte. La sua inattendibilità nelle questioni politiche, i suoi ripetuti cambiamenti di alleanza sicuramente avranno contribuito a questa scarsa fama, tuttavia molti gli riconobbero la profonda lealtà che manifestò verso suo fratello, lealtà che questi ricompensò sempre in maniera piuttosto esigua.

## Matrimonio e discendenza
Quando morì Edmondo aveva 28 anni e lasciava la moglie, Margaret Wake, III baronessa Wake di Liddell e quattro figli:
- Edmondo (1326- prima del 1331)
- Margherita (1327-1352)
- Giovanna di Kent (1328-1385) che sposò Edoardo il Principe Nero
- Giovanni (1330-1352)

## Ascendenza
|                          |                     |                                    | Genitori                           |  |  | Nonni |  |  | Bisnonni               |  |  | Trisnonni               |  |
|                          |                     |                                    |                                    |  |  |       |  |  | Giovanni d'Inghilterra |  |  | Enrico II d'Inghilterra |  |
|                          |                     |                                    |                                    |  |  |       |  |  | Giovanni d'Inghilterra |  |  | Enrico II d'Inghilterra |  |
|                          |                     | Eleonora d'Aquitania               |                                    |  |  |       |  |  | Giovanni d'Inghilterra |  |  |                         |  |
| Enrico III d'Inghilterra |                     |                                    |                                    |  |  |       |  |  | Giovanni d'Inghilterra |  |  |                         |  |
|                          |                     | Isabella d'Angoulême               | Ademaro III d'Angoulême            |  |  |       |  |  |                        |  |  |                         |  |
|                          |                     | Isabella d'Angoulême               | Ademaro III d'Angoulême            |  |  |       |  |  |                        |  |  |                         |  |
|                          |                     | Isabella d'Angoulême               | Alice di Courtenay                 |  |  |       |  |  |                        |  |  |                         |  |
| Edoardo I d'Inghilterra  |                     | Isabella d'Angoulême               |                                    |  |  |       |  |  |                        |  |  |                         |  |
|                          |                     | Raimondo Berengario IV di Provenza | Alfonso II di Provenza             |  |  |       |  |  |                        |  |  |                         |  |
|                          |                     | Raimondo Berengario IV di Provenza | Alfonso II di Provenza             |  |  |       |  |  |                        |  |  |                         |  |
|                          |                     | Raimondo Berengario IV di Provenza | Garsenda di Provenza               |  |  |       |  |  |                        |  |  |                         |  |
| Eleonora di Provenza     |                     | Raimondo Berengario IV di Provenza |                                    |  |  |       |  |  |                        |  |  |                         |  |
|                          |                     | Beatrice di Savoia                 | Tommaso I di Savoia                |  |  |       |  |  |                        |  |  |                         |  |
|                          |                     | Beatrice di Savoia                 | Tommaso I di Savoia                |  |  |       |  |  |                        |  |  |                         |  |
|                          |                     | Beatrice di Savoia                 | Margherita di Ginevra              |  |  |       |  |  |                        |  |  |                         |  |
| Edmondo Plantageneto     |                     | Beatrice di Savoia                 |                                    |  |  |       |  |  |                        |  |  |                         |  |
|                          | Luigi IX di Francia | Luigi VIII di Francia              |                                    |  |  |       |  |  |                        |  |  |                         |  |
|                          | Luigi IX di Francia | Luigi VIII di Francia              |                                    |  |  |       |  |  |                        |  |  |                         |  |
|                          | Luigi IX di Francia | Bianca di Castiglia                |                                    |  |  |       |  |  |                        |  |  |                         |  |
| Filippo III di Francia   | Luigi IX di Francia |                                    |                                    |  |  |       |  |  |                        |  |  |                         |  |
|                          |                     | Margherita di Provenza             | Raimondo Berengario IV di Provenza |  |  |       |  |  |                        |  |  |                         |  |
|                          |                     | Margherita di Provenza             | Raimondo Berengario IV di Provenza |  |  |       |  |  |                        |  |  |                         |  |
|                          |                     | Margherita di Provenza             | Beatrice di Savoia                 |  |  |       |  |  |                        |  |  |                         |  |
| Marguerite di Francia    |                     | Margherita di Provenza             |                                    |  |  |       |  |  |                        |  |  |                         |  |
|                          |                     | Enrico III di Brabante             | Enrico II di Brabante              |  |  |       |  |  |                        |  |  |                         |  |
|                          |                     | Enrico III di Brabante             | Enrico II di Brabante              |  |  |       |  |  |                        |  |  |                         |  |
|                          |                     | Enrico III di Brabante             | Maria di Svevia                    |  |  |       |  |  |                        |  |  |                         |  |
| Maria di Brabante        |                     | Enrico III di Brabante             |                                    |  |  |       |  |  |                        |  |  |                         |  |
|                          |                     | Alice di Borgogna                  | Ugo IV di Borgogna                 |  |  |       |  |  |                        |  |  |                         |  |
|                          |                     | Alice di Borgogna                  | Ugo IV di Borgogna                 |  |  |       |  |  |                        |  |  |                         |  |
|                          |                     | Alice di Borgogna                  | Yolanda di Dreux                   |  |  |       |  |  |                        |  |  |                         |  |
|                          |                     | Alice di Borgogna                  |                                    |  |  |       |  |  |                        |  |  |                         |  |